# Julius Shulman

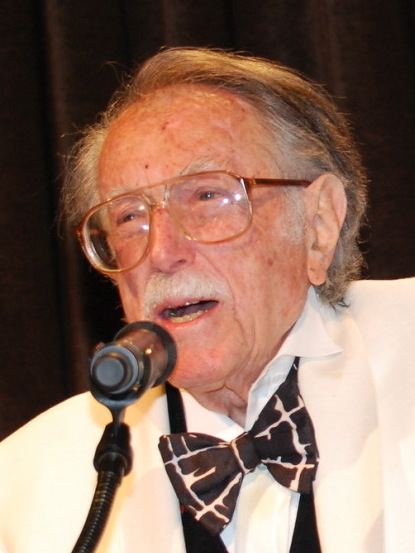
Julius Shulman (2007)

Julius Shulman (* 10. Oktober 1910 in Brooklyn, New York City; † 15. Juli 2009 in Los Angeles, Kalifornien) war ein US-amerikanischer Fotograf, der insbesondere mit Architekturfotografien der Nachkriegszeit und der Kennedy-Ära weltweit bekannt wurde. Neben Ezra Stoller gilt Shulman als der bedeutendste Architekturfotograf  der Nachkriegsmoderne in den USA.

## Leben und Werk

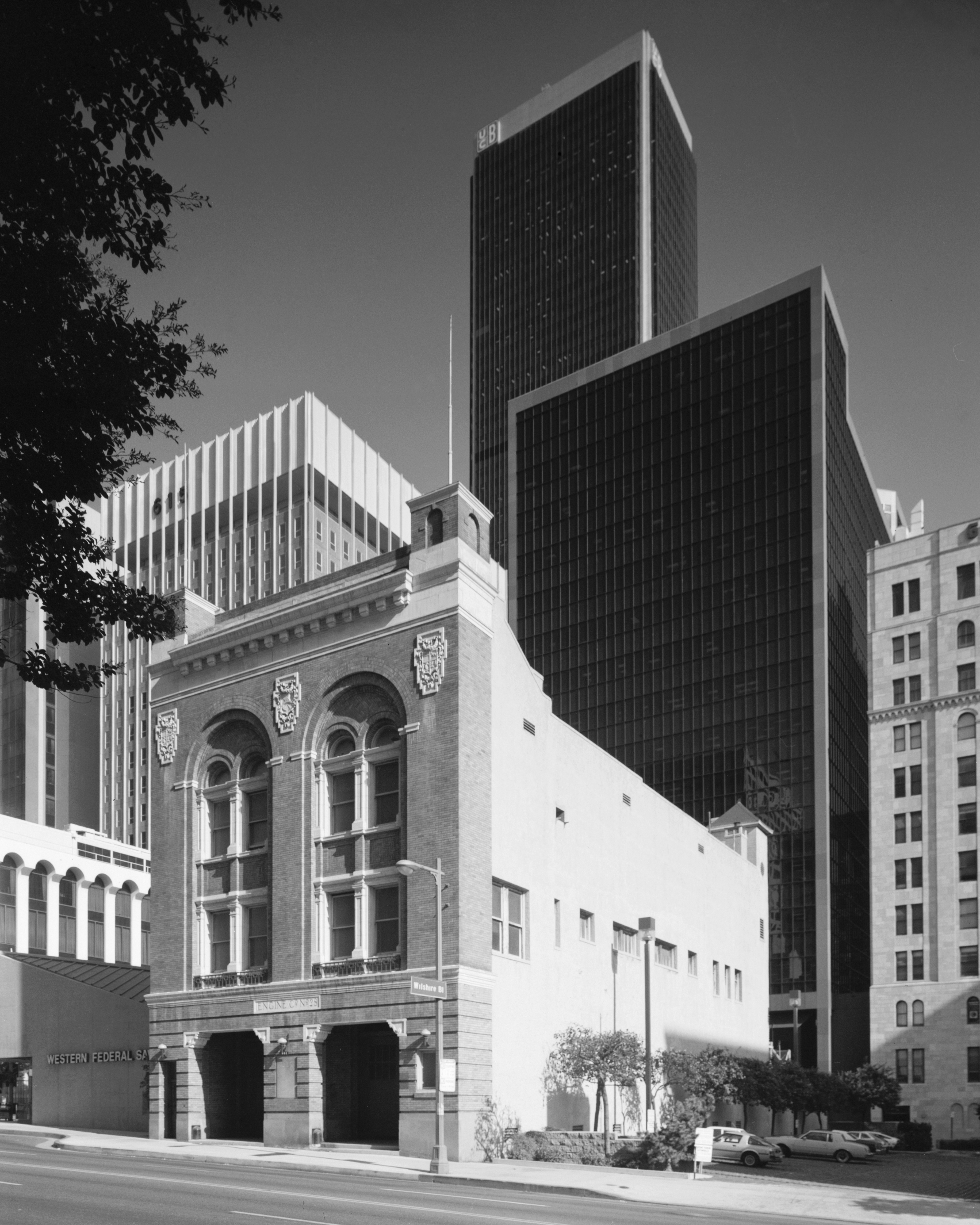
Fotografie einer Feuerwache in Los Angeles von Shulman (1980)

Shulmans Arbeitsschwerpunkt war die Architekturfotografie. Er arbeitete für Architekten wie Richard Neutra, Frank Lloyd Wright, Frank O. Gehry, John Lautner und Pierre Koenig (zum Beispiel Case Study House Nr. 22).
Seine Fotografien bilden eine wesentliche Dokumentation der modernen Architektur des 20. Jahrhunderts, ausgehend vom Internationalen Stil und der Moderne in den USA, aber auch in Mittel- und Südamerika.
Shulmans Arbeiten, meist im Mittel- oder Großformat, weisen eine hohe handwerkliche Fertigkeit und Präzision auf. Sie zeichnen sich durch eine vergleichsweise große atmosphärische Dichte aus, wobei Shulmans Werk durch die gekonnte Abbildung der Bauten der Moderne über die eigentliche Architekturszene hinaus bekannt geworden ist.

## Ausstellungen
- Eine Auswahl seiner Werke war Ende 2005 im Deutschen Architektur-Museum in Frankfurt am Main ausgestellt.
- Eine weitere, kleinere Ausstellung fand 2007 im Haus der Architektur in München statt.
- Zusammen mit der großen Präsentation Richard Neutra – Bauten und Projekte 1960–1970 präsentierte das MARTa Herford eine Auswahl seiner Fotografien von Mai bis Juli 2010.
- 2011 zeigte Zephyr. Raum für Fotografie der Reiss-Engelhorn-Museen in Mannheim unter dem Titel Cool and Hot die bislang deutschlandweit größte Sonderausstellung zum 100. Geburtstag Shulmans mit Leihgaben u. a. des Getty Research Institute (Los Angeles) und Shulmans Partners Jürgen Nogai.